# Hulodes angulata
Hulodes angulata là một loài bướm đêm trong họ Erebidae.